# Asambleas del Partido Republicano de 2008 en Minnesota
Las asambleas republicanas de Minnesota, 2008 fueron el 5 de febrero de 2008, con un total de 38 delegados nacionales. Minnesota eligió 24 delegados durante la convención de distritos entre el 3 de mayo hasta el 24 de mayo de 2008 y 14 delegados durante la convención estatal el 7 de junio de 2008.
La Convención Nacional Republicana de 2008 fue celebrada en St. Paul, Minnesota entre el 1 de septiembre al 4 de septiembre de 2008.

## Resultados
| Candidato     | Delegados estatales | Porcentajes | Delegados |
| ------------- | ------------------- | ----------- | --------- |
| Mitt Romney   | 25,990              | 41.36%      | 38        |
| John McCain   | 13,813              | 22.98%      | 0         |
| Mike Huckabee | 12,522              | 19.93%      | 0         |
| Ron Paul      | 9,856               | 15.69%      | 0         |
| Total         | 62,837              | 100%        | 38        |